# Сёдра Энгбю
59°20′28″ с. ш. 17°53′45″ в. д.
Сёдра Энгбю (швед. Södra Ängby) — пригород в западной части Стокгольма в районе Бромма, застроенный виллами в архитектурном стиле, сочетающем функционализм и идеалы города-сада.
Эта территория площадью 1,1 км2, на которой построено более 500 загородных домов и которая в наибольшей степени соответствует стилю функционализма в сравнении с другими территориями Швеции а, возможно, и мира. Находится в хорошем состоянии более полувека после основания и защищается как национальное культурное наследие Швеции.

## История
В 1930 годы, во время доминирования в строительстве традиционных вилл и коттеджей, в Швеции под влиянием концепций, представленных на svСтокгольмской международной выставке 1930 года, было построено несколько эксклюзивных вилл в новом стиле функционализма. Одна из первых таких вилл была построена активным участником выставки архитектором-модернистом Свеном Маркелиусом (1889—1972) для себя в стокгольмском массиве Ноккебю (район Бромма) в 1930—1931 годах. Гармонично вписанная в сохраненный в первоначальном виде наклонный природный ландшафт, вилла с чёткими геометрическими формами, яркими оштукатуренными фасадами стала визитной карточкой вилл района Бромма.
Хотя виллы в стиле функционализма были построены также в других местах Стокгольма, например в Стура-Эссинген (швед. Stora Essingen) и Мелархёйден (швед. Mälarhöjden), ни один пригород не может сравниться с Сёдра Энгбю по уровню соответствия этому стилю.
Территория Энгбю была приобретена городом в 1904 для индивидуальной застройки. Застройка северной окраины Норра Энгбю благодаря своему плоскому рельефу была более простой, чем застройка южной части Сёдра Энгбю, с её лесами и гористым ландшафтом, и началась в 1931. Застройка Сёдра Энгбю осложнялась тем, что дороги были вписаны в топографию леса, которая сложилась ранее и должна была остаться нетронутой. В связи с этим застройка не была компактной, а представляла собой ряд ярких вилл, разбросанных по охраняемому лесу. Эти виллы в основном проектировались Эдвином Энгстрёмом, который возглавлял одно из агентств недвижимости.
Все виллы в Сёдра Энгбю являются вариациями строгой функциональной темы: кубические объёмы, плоские крыши, большие окна, скруглённые балконы, обшитые металлическим листом с коваными металлическими деталями наподобие таковых у океанских лайнеров.
Торговый центр пригорода представляет собой ряд периферийных функциональных зданий, расположенных возле станции метро.
Население — 1744 чел (2007).

## Галерея
- Детали стиля, 2008 год